# Giochi della XXXII Olimpiade
I Giochi della XXXII Olimpiade (in giapponese 第32回オリンピック競技大会?, Dai sanjūni-kai orinpiādo kyōgi taikai), conosciuti anche come Tokyo 2020, si sono tenuti a Tokyo dal 23 luglio all'8 agosto 2021. Precedentemente programmati dal 24 luglio al 9 agosto 2020, sono stati posticipati di un anno a causa della pandemia di COVID-19 e le gare si sono svolte in gran parte a porte chiuse. Nonostante ciò è stato mantenuto il nome Tokyo 2020 per ragioni di marketing e di branding. Per la prima volta nella storia, i Giochi olimpici sono stati rimandati anziché essere cancellati. Inoltre, per la prima volta si sono tenuti in un anno dispari.
La capitale giapponese (alla sua seconda Olimpiade dopo quella del 1964) era stata scelta durante la 125ª sessione del CIO, svoltasi a Buenos Aires il 7 settembre 2013, superando la concorrenza di Istanbul (Turchia) e Madrid (Spagna).

## Assegnazione

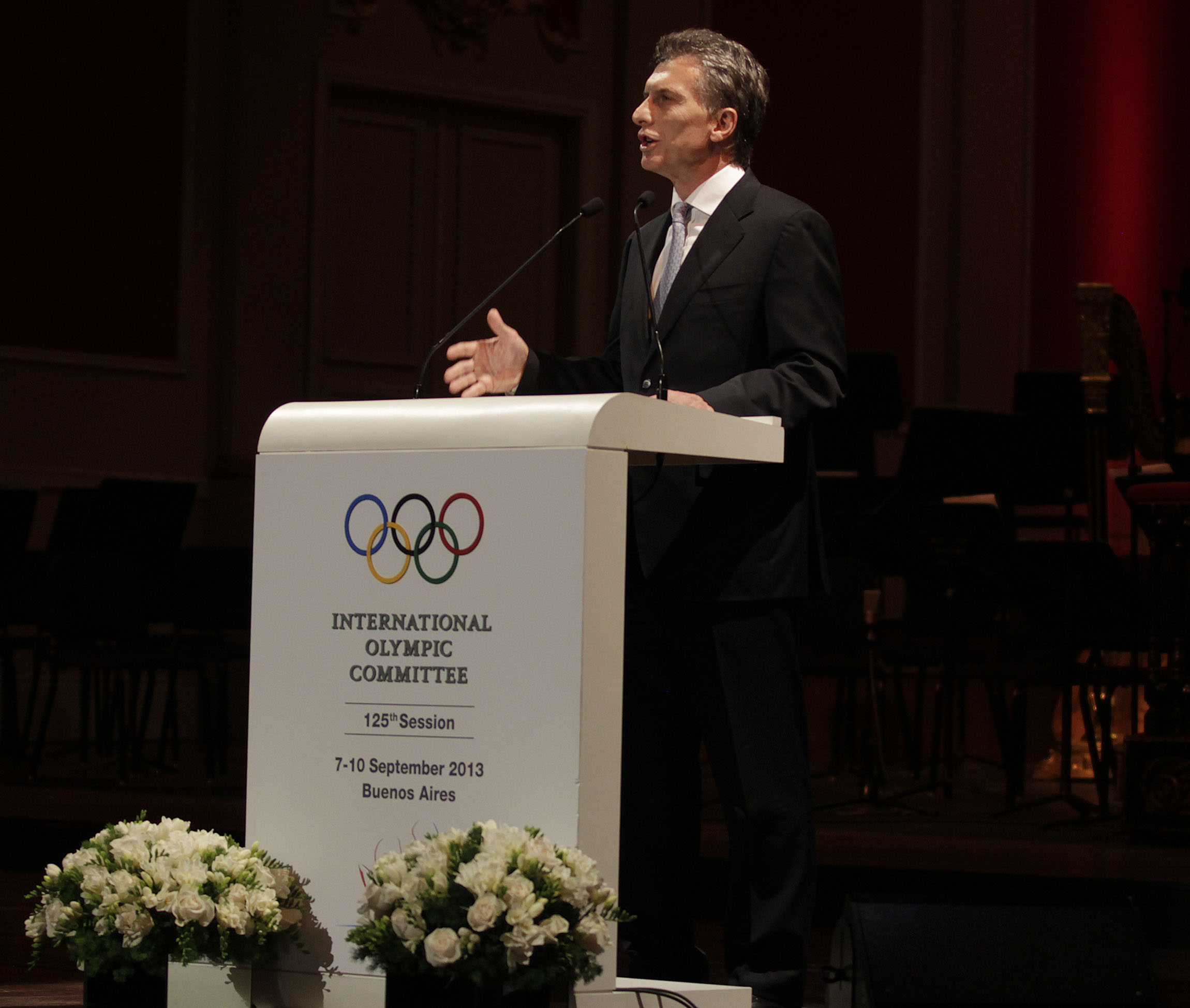
L'allora sindaco di Buenos Aires Mauricio Macri in un discorso alla 125ª sessione del CIO.

Le tre città candidate che arrivarono alla votazione finale furono Istanbul, Madrid e Tokyo. Le proposte di candidatura delle città di Baku e Doha non erano state selezionate dall'esecutivo del CIO per la candidatura ufficiale, mentre la candidatura presentata dalla città di Roma era stata ritirata.

### Votazione finale
La votazione finale si svolse a Buenos Aires, in Argentina, il 7 settembre 2013, durante la 125ª sessione del CIO. Dopo il primo turno di votazione, fu necessario un sistema di ballottaggio poiché nessuna città vinse con più del 50% dei voti e Istanbul e Madrid avevano ottenuto un punteggio pari per il secondo posto. Venne quindi effettuata una votazione tra queste due per determinare chi dovesse passare al turno successivo, ballottaggio vinto da Istanbul. Nella votazione finale Tokyo superò Istanbul con 60 voti contro 36, aggiudicandosi l'assegnazione dei Giochi della XXXII Olimpiade.
| Selezione della città ospitante delle Olimpiadi del 2020 | Selezione della città ospitante delle Olimpiadi del 2020 | Selezione della città ospitante delle Olimpiadi del 2020 | Selezione della città ospitante delle Olimpiadi del 2020 | Selezione della città ospitante delle Olimpiadi del 2020 |
| -------------------------------------------------------- | -------------------------------------------------------- | -------------------------------------------------------- | -------------------------------------------------------- | -------------------------------------------------------- |
| Città                                                    | Nazione                                                  | 1ª Votazione                                             | Spareggio                                                | 2ª Votazione                                             |
| Tokyo                                                    | Giappone                                                 | 42                                                       | —                                                        | 60                                                       |
| Istanbul                                                 | Turchia                                                  | 26                                                       | 49                                                       | 36                                                       |
| Madrid                                                   | Spagna                                                   | 26                                                       | 45                                                       | —                                                        |

### Calendario assegnazione
Il processo di selezione della città ospitante venne approvato dal Comitato Olimpico Internazionale (CIO) nelle seguenti modalità:
- 2011:
  - 16 maggio – Il CIO emette le lettere di invito ai vari Comitati Nazionali Olimpici (CNO) per la presentazione delle candidature;
  - 1º settembre – Termine ultimo per la presentazione delle candidature delle città interessate ad ospitare le olimpiadi estive del 2020;
  - Ottobre – Il CIO ha tenuto un seminario informativo con i comitati nazionali che hanno presentato una candidatura;
- 2012:
  - 15 febbraio – Presentazione delle domande e delle lettere di garanzia ed impegno al CIO;
  - 23 maggio – La Commissione Esecutiva del CIO seleziona tra le città candidate quelle che saranno riconosciute come candidature ufficiali.
- 2013:
  - Gennaio – Presentazione della documentazione ufficiale di gara;
  - Marzo e aprile – Periodo di visita della commissione di valutazione del CIO nelle città candidate;
  - Giugno – Rapporto valutativo della commissione di valutazione del CIO;
  - 7 settembre – Elezione della città ospitante i Giochi della XXXII Olimpiade.

## Sviluppo e preparazione

### Organizzazione
Il governo metropolitano di Tokyo stanziò un fondo iniziale di 400 miliardi di yen (2,7 miliardi di euro) per coprire il costo dei Giochi. Il governo giapponese propose di aumentare la capacità dell'aeroporto di Tokyo-Haneda e di Narita, modificando le restrizioni al traffico aereo. Venne prevista una nuova linea ferroviaria per collegare entrambi gli aeroporti attraverso un ampliamento della stazione di Tokyo, riducendo i tempi di viaggio dalla stazione di Tokyo ad Haneda da 30 a 18 minuti, e dalla stazione di Tokyo a Narita da 55 a 36 minuti. I lavori avevano un costo stimato di 400 miliardi di yen e sarebbero stati finanziati principalmente da investitori privati. Il finanziamento prevedeva inoltre di accelerare il completamento di tre autostrade, la Central Circular Route, la Tokyo Gaikan Expressway e la Ken-O Expressway, e di ristrutturare le altre principali autostrade della zona. Si prevedeva anche di estendere lo Yurikamome, la linea di transito automatizzato, dal terminale esistente presso la stazione di Toyosu ad un nuovo terminale presso la stazione di Kachidoki, passando per il sito del villaggio olimpico, sebbene lo Yurikamome non disponesse ancora di capacità sufficiente per servire da solo i principali eventi nella zona di Odaiba.
Il Comitato Organizzatore era presieduto dall'ex Primo ministro Yoshirō Mori, mentre Toshiaki Endo era stato nominato Ministro per l'Olimpiade e la Paralimpiade di Tokyo 2020, con il compito di supervisionare i preparativi per conto del governo giapponese.

#### Rinvio dei giochi al 2021
Nel corso del mese di gennaio 2020 erano state sollevate le prime preoccupazioni su quale potesse essere l'impatto che la diffusione del COVID-19 potesse avere sui Giochi della XXXII Olimpiade. Mentre si registravano i primi casi positivi in Giappone sul finire di gennaio, gli organizzatori dei Giochi di Tokyo 2020 rassicurarono che la situazione era sotto monitoraggio e che sarebbero state prese tutte le precauzioni nella preparazione dei Giochi. Nel frattempo diversi tornei di qualificazione ai Giochi olimpici stavano venendo spostati di sede o rinviati a data da destinarsi per l'acuirsi dell'emergenza sanitaria nei vari Paesi nel mondo e con la dichiarazione dello stato di pandemia di COVID-19 da parte dell'OMS l'11 marzo 2020. Inoltre, nonostante la necessità di effettuare test antidoping in modo estensivo prima dei Giochi, l'agenzia mondiale antidoping (WADA) dichiarò che la salute pubblica e la sicurezza dovevano avere la priorità.
Il 2 marzo 2020 il comitato organizzatore di Tokyo 2020 (TOCOG) rilasciò una dichiarazione nella quale veniva confermato che l'organizzazione dei Giochi sarebbe proseguita come pianificato. Il 3 marzo il portavoce del CIO confermò la pianificazione dei Giochi di Tokyo. Anche nel comunicato rilasciato il 18 marzo successivo il CIO confermò le date dei Giochi e che continuava il monitoraggio della situazione pandemica a quattro mesi dall'avvio delle competizioni. Nei giorni seguenti l'emergenza sanitaria continuò ad acuirsi e ad intensificarsi in molti più Paesi, tanto che il 23 marzo i Comitati Olimpici di Australia, Canada e Regno Unito annunciarono una loro rinuncia alla partecipazione se i Giochi non fossero stati rinviati di un anno. Nello stesso giorno il primo ministro del Giappone Shinzō Abe dichiarò che era inevitabile che i Giochi potessero essere rinviati di un anno perché la sicurezza e la salute degli atleti erano di primaria importanza.
Il 24 marzo 2020 in un comunicato congiunto il CIO e il comitato organizzatore annunciarono ufficialmente che, a causa della pandemia di COVID-19 in atto, i Giochi della XXXII Olimpiade e i XVI Giochi paralimpici estivi venivano rinviati in un periodo successivo al 2020, ma non più tardi dell'estate 2021. Per ragioni di continuità e di marketing, nonostante i Giochi sarebbero stati disputati nel 2021, venne mantenuta la dicitura "Tokyo 2020". Sebbene diverse edizioni dei Giochi olimpici fossero state cancellate in passato a causa delle guerre mondiali, inclusi i Giochi della XII Olimpiade programmati proprio a Tokyo nel 1940, i Giochi della XXXII Olimpiade sono diventati i primi Giochi ad essere rinviati a una data successiva rispetto al pianificato. Il 30 marzo 2020 il CIO e il comitato organizzatore annunciarono un'intesa sulle nuove date per i Giochi della XXXII Olimpiade, riprogrammate dal 23 luglio all'8 agosto 2021, 364 giorni dopo quanto originariamente pianificato.
Tra aprile e maggio 2020 vennero sollevate ulteriori preoccupazioni circa la possibilità di cancellare i Giochi qualora la pandemia fosse perdurata anche nel 2021. Il presidente del CIO Thomas Bach dichiarò che la riorganizzazione dei Giochi e quello che il comitato organizzatore stava facendo era un lavoro mastodontico, aggiungendo che una cancellazione definitiva dei Giochi sarebbe stata presa in considerazione solamente nel caso non fosse stato possibile disputarli nell'estate 2021.

#### Biglietti
Prima della decisione di svolgere i giochi a porte chiuse, era stimato che i biglietti per la cerimonia di apertura avrebbero avuto un prezzo compreso tra i 25 000 e i 150 000 yen (dai 200 ai 1 200 euro circa). Il prezzo massimo per una finale di uno sport popolare, come l'atletica e il nuoto, avrebbe dovuto essere di 30 000 yen (250 euro), mentre il prezzo medio dei biglietti sarebbe stato di 7 700 yen (60 euro). Il 60% dei biglietti avrebbe dovuto avere un costo di 4 400 yen (35 euro) o inferiore. La vendita dei biglietti era prevista attraverso 40 000 rivenditori in Giappone e via internet.

### Sedi di gara

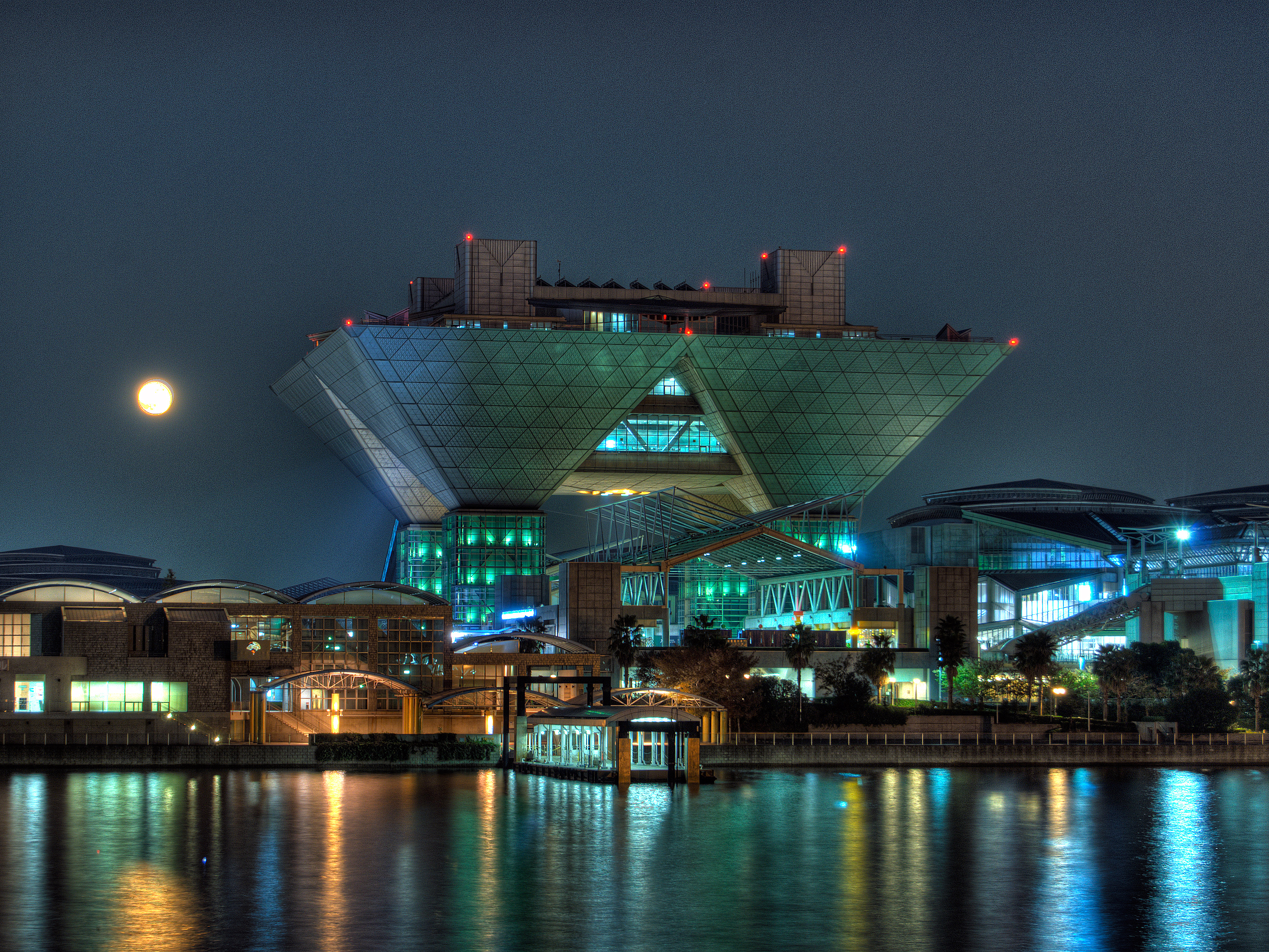
Il Tokyo Big Sight, che è stato usato come centro per i media internazionali.

Al momento dell'assegnazione dei giochi olimpici nel 2013 l'obiettivo era quello di realizzare dei giochi il più possibile "compatti", prevedendo di avere 28 delle 33 sedi di gara entro 8 km dal villaggio olimpico di Tokyo, 11 delle quali sarebbero state nuovi impianti da costruire. Successivamente, anche in seguito all'approvazione da parte del CIO dell'Agenda 2020 volta a rendere l'organizzazione dei giochi più economicamente sostenibile, diverse sedi di gara furono modificate. Il 28 febbraio 2015 la costruzione della nuova arena per la pallacanestro nel parco di Yumenoshima venne cancellata e le gare furono spostate all'esistente Saitama Super Arena, mentre la sede delle gare di equitazione venne spostata da Yumenoshima, dove sarebbe stata realizzata una struttura temporanea, al parco Baji-kōen, già usato per l'equitazione nel 1964. Il 10 dicembre 2015 le gare di ciclismo su pista e di mountain bike, da ospitare in nuove strutture da costruire a Tokyo, vennero spostate negli esistenti velodromo di Izu e Izu MTB Course, nella prefettura di Shizuoka.
Nel febbraio 2012 venne confermato che lo stadio olimpico di Tokyo sarebbe stato rinnovato e il successivo novembre fu presentato il progetto vincitore, realizzato dallo studio di Zaha Hadid e che prevedeva la demolizione e ricostruzione dello stadio. Dopo la presentazione del progetto iniziarono tuttavia ad emergere notevoli critiche sia riguardanti il design, considerato da alcuni troppo impattante sul vicino santuario Meiji, sia a causa del costo di oltre 300 miliardi di yen, giudicato eccessivo. Ciò portò il governo giapponese prima a modificare pesantemente il progetto e poi ad abbandonarlo completamente, dando il via ad un nuovo concorso nel luglio 2015, vinto da Kengo Kuma con un progetto ispirato all'architettura tradizionale giapponese. Il nuovo stadio, del costo stimato di 157 miliardi di yen, venne completato nel dicembre 2019.
Nell'ottobre 2018 il Collegio dei revisori dei conti, che si occupa di esaminare la spesa pubblica, rilasciò un resoconto in cui stimava che il costo totale delle sedi di gara avrebbe superato i 2810 miliardi di yen. Il 1º novembre 2019 venne annunciato che le maratone e le marce sarebbero state spostate al parco Ōdōri di Sapporo per evitare problematiche di eccessivo calore che si sarebbero potute avere se gli eventi si fossero tenuti a Tokyo.

#### Zona dell'eredità

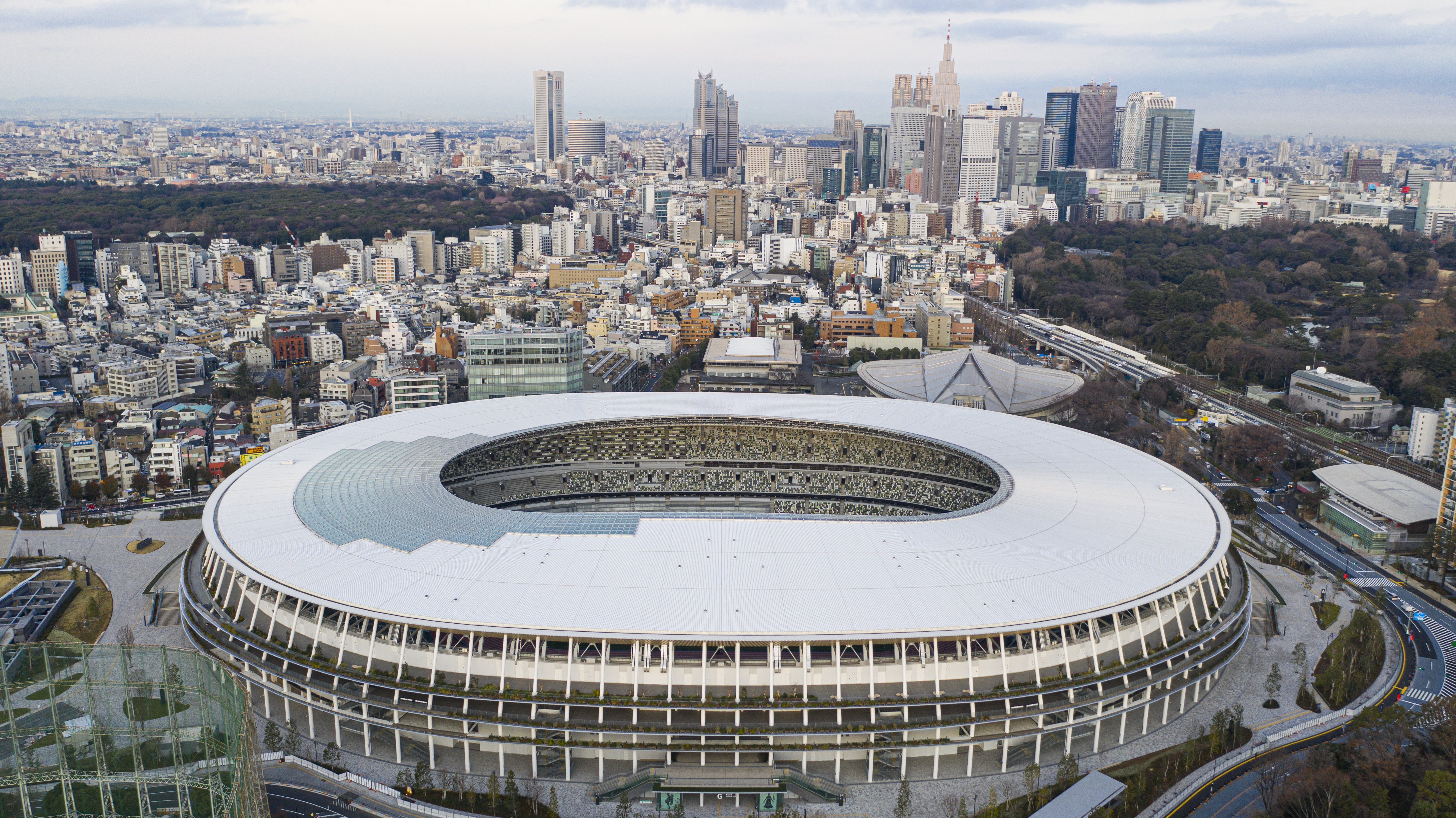
Il nuovo Stadio Olimpico.

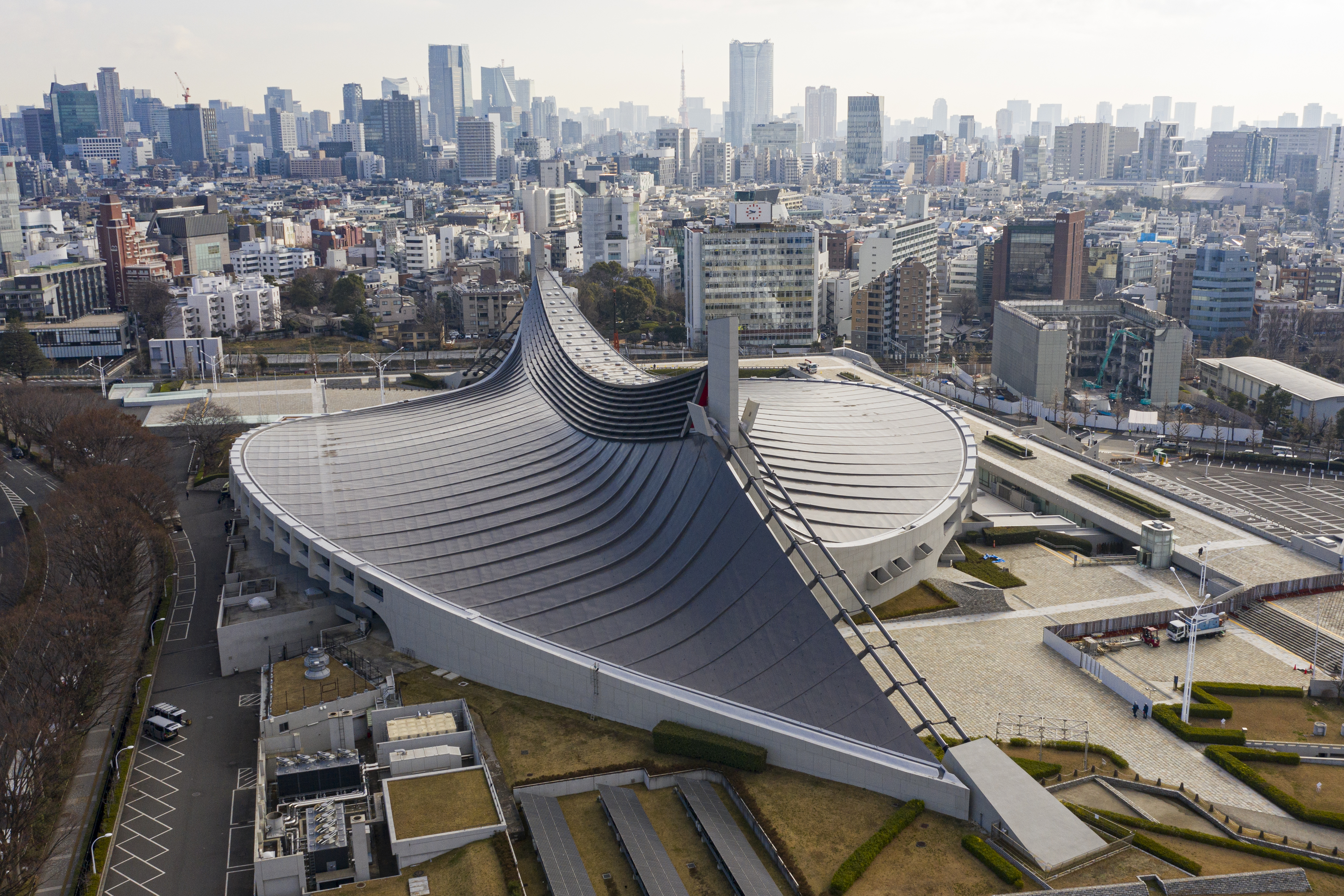
Il Yoyogi National Gymnasium, già sede di alcune gare nel 1964.

Dieci impianti erano situati nella "zona dell'eredità" (ヘリテッジゾーン?, Heritejjizōn), che copriva l'area centro-occidentale di Tokyo. Quattro di questi impianti erano stati usati già nei Giochi della XVIII Olimpiade del 1964.
- Stadio Olimpico – cerimonie di apertura e chiusura, atletica, finale di calcio femminile; 68 000 posti
- Tokyo Metropolitan Gymnasium – tennistavolo; 7 000 posti
- Yoyogi National Gymnasium – pallamano; 10 200 posti
- Nippon Budokan – judo, karate; 11 000 posti
- Tokyo International Forum – sollevamento pesi; 5 000 posti
- Ryōgoku Kokugikan – pugilato; 7 300 posti
- Baji-kōen – equitazione; 9 300 posti
- Musashino Forest Sport Plaza – badminton e pentatlon moderno (scherma); 7 200 posti
- Tokyo Stadium – calcio, pentathlon moderno e rugby a sette; 48 000 posti
- Parco Musashino-no-mori – ciclismo (partenza delle gare su strada);

#### Zona della baia di Tokyo

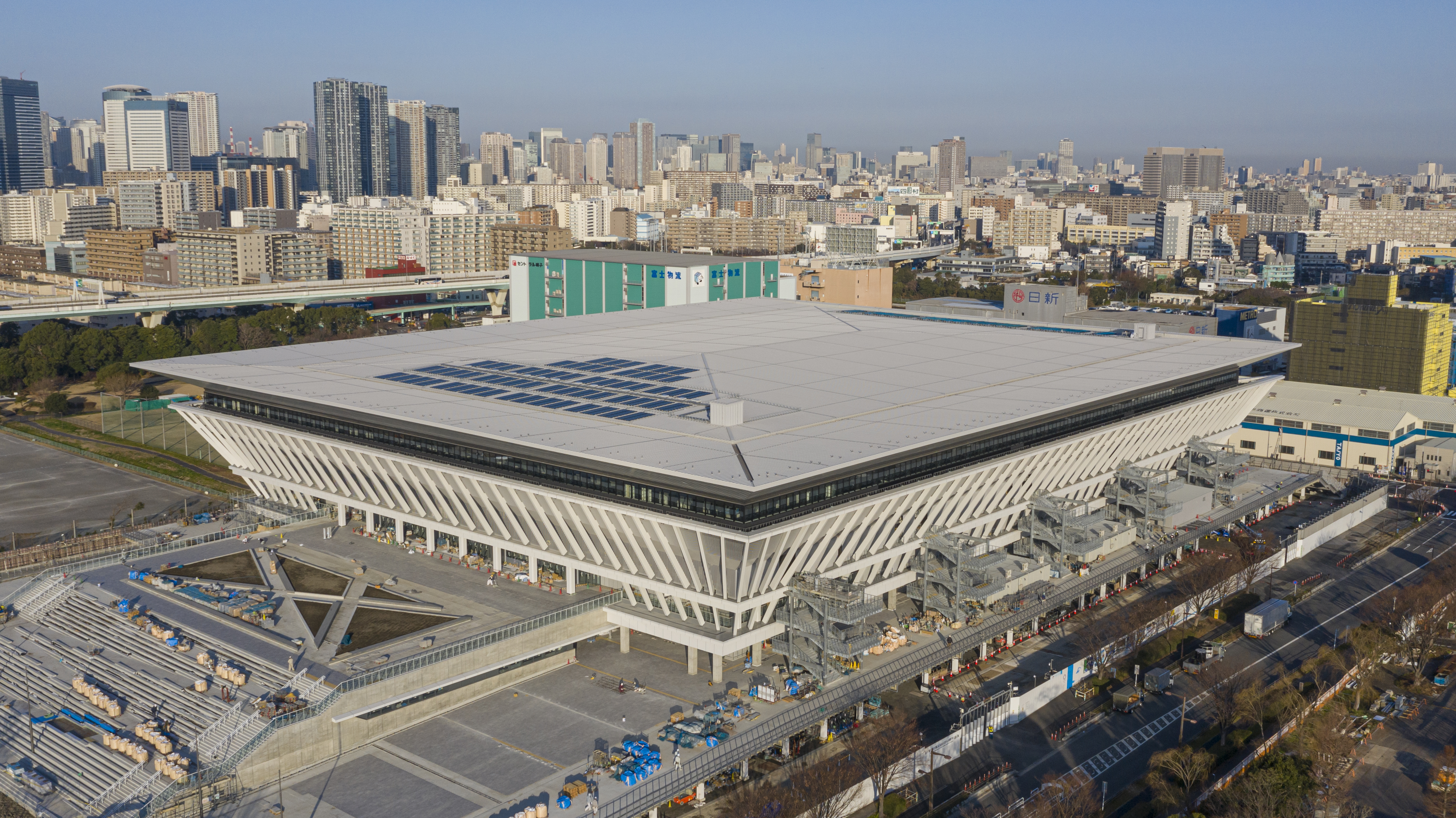
Il nuovo Tokyo Aquatics Centre, sede delle gare di nuoto e tuffi.

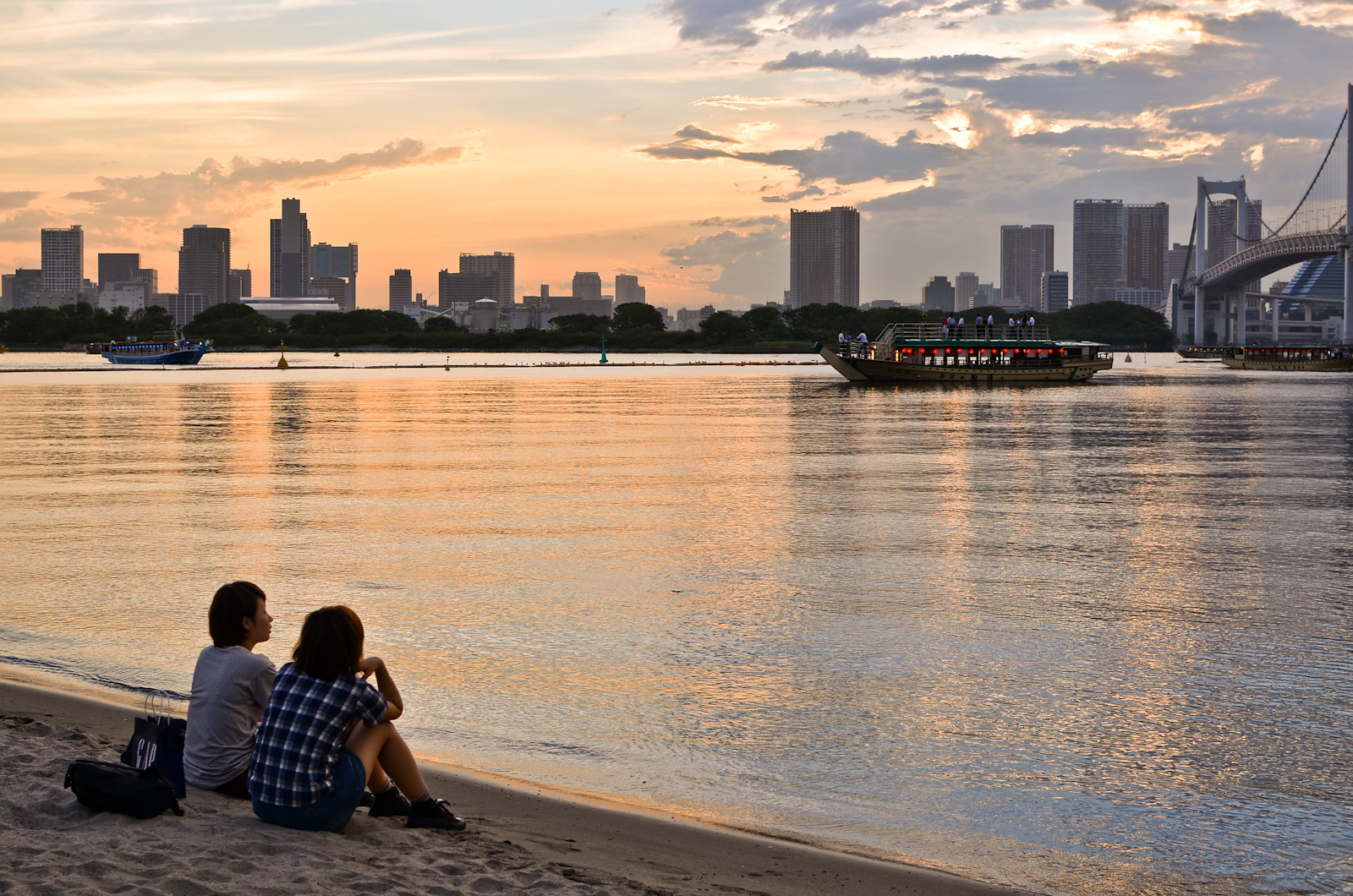
Il parco marino di Odaiba, sede delle gare di triathlon e nuoto di fondo.

Quindici impianti erano situati nella "zona della baia di Tokyo" (東京ベイゾーン?, Tōkyō beizōn), che copriva l'area centro-orientale di Tokyo e includeva diverse isole artificiali come Ariake e Odaiba.
- Ariake Arena – pallavolo; 15 000 posti
- Ariake Gymnastics Centre – ginnastica artistica, ritmica e trampolino; 12 000 posti
- Ariake Urban Sports Park – ciclismo (BMX) e skateboard; 7 000 posti
- Ariake Coliseum – tennis; 19 900 posti
- Parco marino di Odaiba – triathlon e nuoto (gare di fondo); 5 000 posti
- Parco Shiokaze – beach volley; 12 000 posti
- Aomi Urban Sports Park - arrampicata sportiva e pallacanestro 3x3; 8 400 posti
- Stadio di hockey di Ōi – hockey su prato; 15 000 posti
- Central Breakwater – equitazione (cross-country); 16 000 posti
- Sea Forest Waterway – canottaggio e canoa/kayak (velocità); 16 000 posti
- Kasai Canoe Slalom Centre – canoa/kayak (slalom); 7 500 posti
- Parco di Yumenoshima – tiro con l'arco; 5 600 posti
- Tokyo Aquatics Centre – nuoto, tuffi e nuoto artistico; 15 000 posti
- Tatsumi Water Polo Centre – pallanuoto; 4 700 posti
- Makuhari Messe – lotta, scherma e taekwondo; 10 000 posti

#### Siti fuori Tokyo

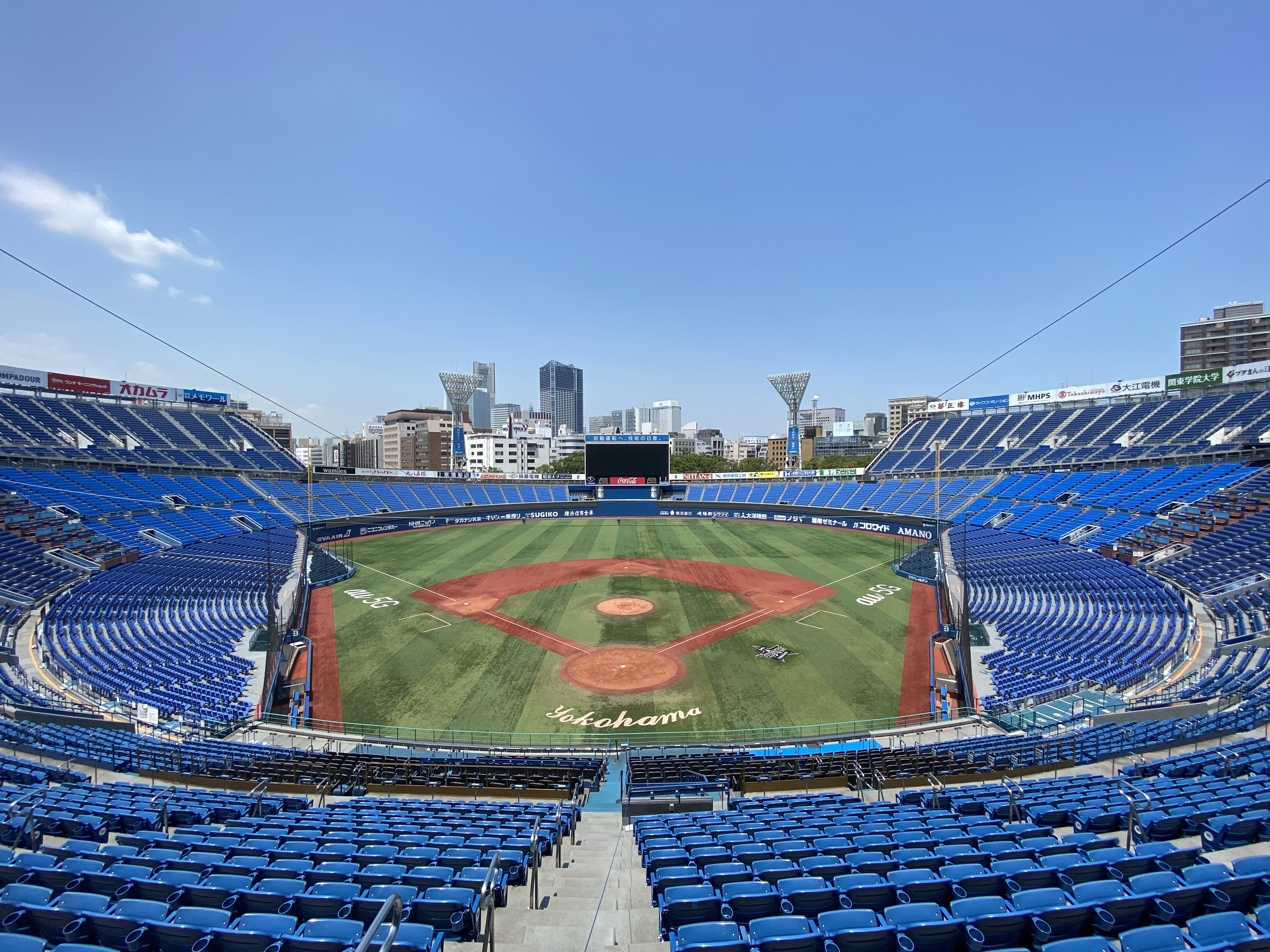
Il Yokohama Stadium, sede delle gare di baseball e softball.

- Parco Ōdōri di Sapporo – atletica (maratone e marce);
- Spiaggia di Tsurigasaki – surf; 6 000 posti
- Saitama Super Arena – pallacanestro; 21 000 posti
- Poligono di Asaka – tiro a segno/volo; 3 200 posti
- Kasumigaseki Country Club – golf; 25 000 posti
- Enoshima – vela; 3 600 posti
- Velodromo di Izu – ciclismo (inseguimento); 3 600 posti
- Izu MTB Course – ciclismo (mountain bike); 11 500 posti
- Circuito del Fuji – ciclismo (arrivo delle corse su strada, corse a cronometro); 22 000 posti
- Fukushima Azuma Baseball Stadium – baseball e softball (gare di apertura) 14 300 posti
- Yokohama Stadium – baseball e softball; 35 000 posti

#### Impianti calcistici

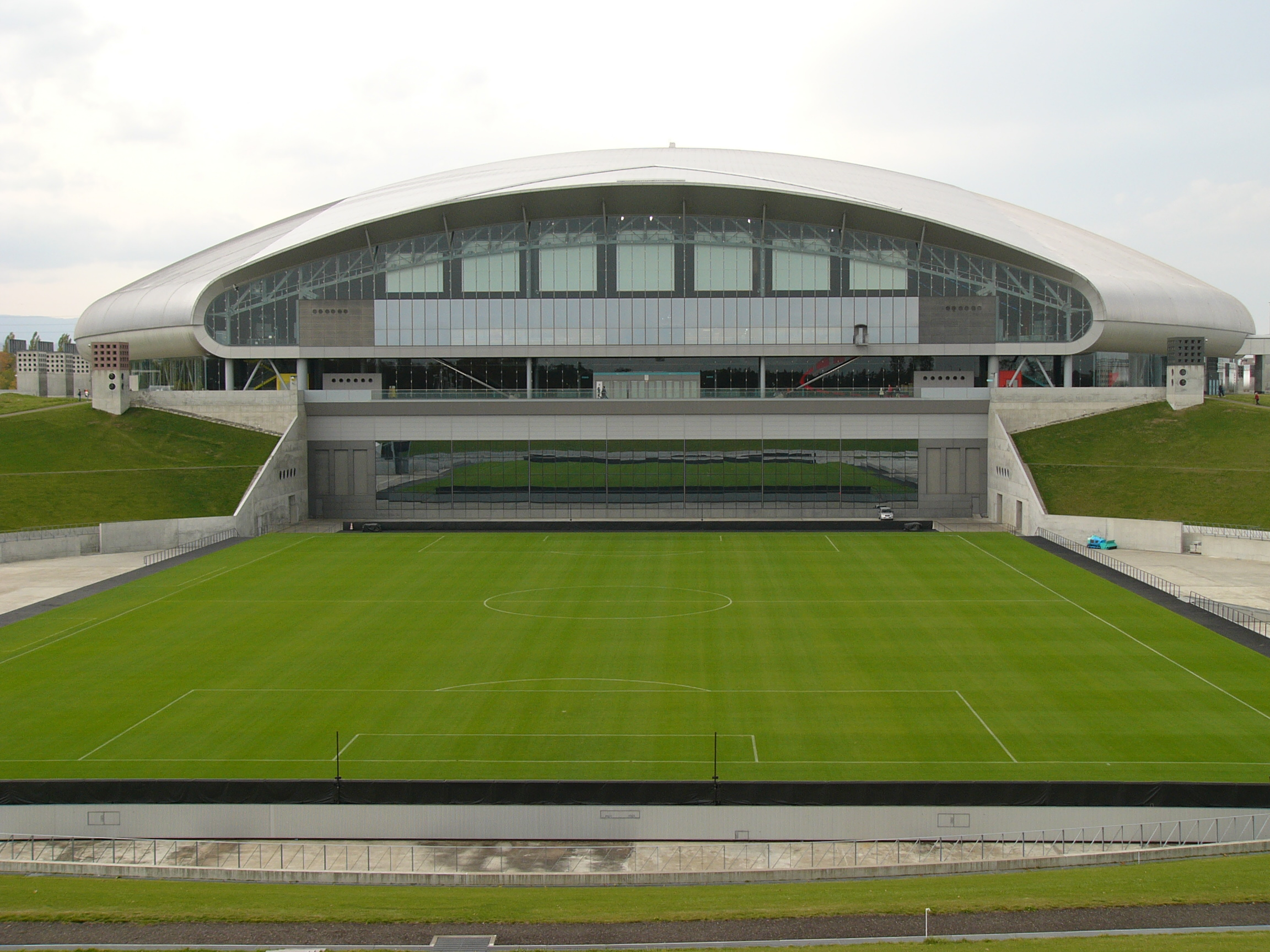
Il Sapporo Dome di Sapporo.

Gli impianti in cui si sono tenuti gli eventi calcistici erano i seguenti:
- Stadio Olimpico, Tokyo; 68 000 posti
- Tokyo Stadium, Tokyo; 48 000 posti
- Sapporo Dome, Sapporo; 41 000 posti
- Miyagi Stadium, Sendai; 49 000 posti
- Kashima Soccer Stadium, Kashima; 40 000 posti
- Saitama Stadium, Saitama; 64 000 posti
- Stadio internazionale Yokohama, Yokohama; 72 000 posti

#### Impianti non per competizioni
- Imperial Hotel di Tokyo – sede del CIO
- Harumi Flag – villaggio olimpico
- Tokyo Big Sight – centro per i media e per le trasmissioni internazionali

### Simboli

#### Torcia

Il percorso della torcia in Giappone.

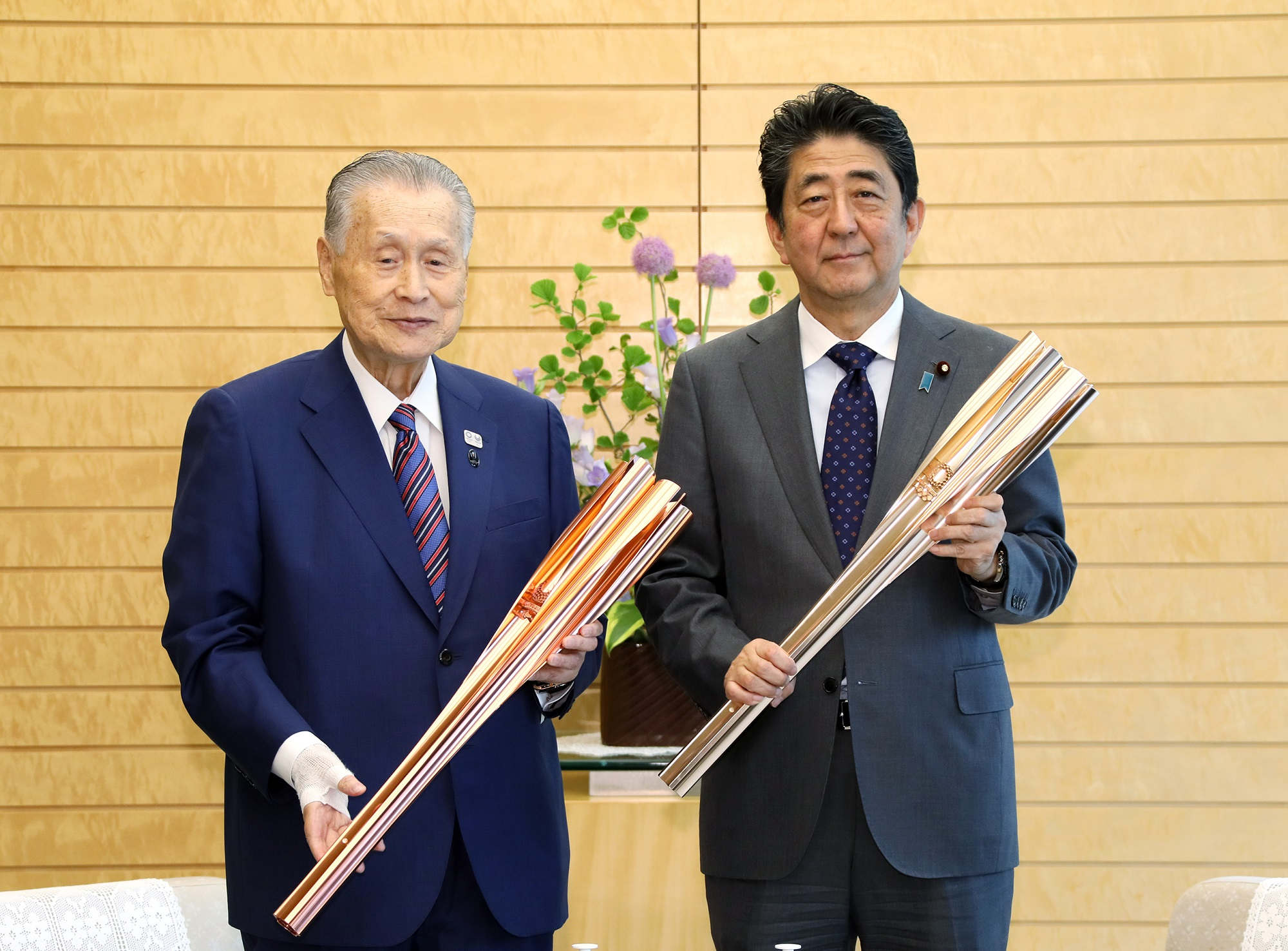
Il premier giapponese Shinzō Abe con la torcia olimpica e il presidente del Comitato Organizzatore Yoshirō Mori con quella paralimpica.

Il design della torcia olimpica è stato realizzato da Tokujin Yoshioka e presentato ufficialmente il 20 marzo 2019. L'aspetto della torcia si ispira al ciliegio giapponese ed è caratterizzato da cinque colonne a forma di petalo e un rivestimento di colore rosa-oro detto "oro sakura". Le torce, lunghe 71 cm e pesanti 1,2 kg, sono state realizzate utilizzando in parte alluminio riciclato proveniente dalle strutture temporanee costruite per assistere le popolazioni colpite dal terremoto e maremoto del 2011.

##### Il percorso
La torcia è stata accesa il 12 marzo 2020 come da tradizione nella città greca di Olimpia e consegnata al primo tedoforo Anna Korakakī, per la prima volta una donna. A causa della pandemia di COVID-19 la cerimonia si è svolta senza pubblico, per la prima volta dal 1984, e le tappe intermedie in terra greca, che avrebbero interessato 31 città e 15 siti archeologici, sono state cancellate. Il 19 marzo allo stadio Panathinaiko di Atene è stato effettuato il passaggio di consegna dal Comitato Olimpico Ellenico al Comitato Organizzatore di Tokyo e la torcia è stata trasportata in Giappone, dove è arrivata il 20 marzo presso la base aerea di Matsushima, nella prefettura di Miyagi.
Tra il 20 e il 25 marzo la torcia è stata esposta in diverse località delle prefetture di Miyagi, Iwate e Fukushima particolarmente colpite dal terremoto e maremoto del Tōhoku del 2011 nell'ambito dell'iniziativa "fiamma della ricostruzione" (復興の火?, Fukkō no hi). Il 25 marzo, un giorno prima della partenza, la staffetta della torcia è stata sospesa in seguito allo spostamento dei giochi olimpici al 2021. La torcia è rimasta a Fukushima durante il mese di aprile e poi è stata trasferita nella prefettura di Tokyo, dove è rimasta fino all'inizio della nuova staffetta nel 2021. Il 25 marzo 2021 la staffetta della torcia ha avuto inizio a Naraha, nella prefettura di Fukushima.

#### Emblema

Il logo ritirato.

Il comitato organizzatore indisse una gara per la realizzazione del logo dell'edizione dei Giochi olimpici. La gara fu vinta dal designer Kenjiro Sano e l'emblema da lui realizzato fu ufficialmente presentato nel luglio 2015. In seguito alla cerimonia di presentazione, il grafico belga Olivier Debie decise di citare in giudizio il Comitato Olimpico Internazionale davanti all'autorità giudiziaria belga, accusando Sano di aver copiato il simbolo grafico dal logo del Teatro di Liegi, realizzato da lui e dal suo studio grafico. Il 1º settembre 2015, anche in seguito ad altri riscontri di plagio oltre al caso già citato, il comitato organizzatore decise di ritirare il logo. A novembre 2015 venne istituito un Comitato di selezione per l'emblema dei Giochi che indisse un bando aperto a tutti per l'ideazione di un nuovo logo, fissandone il termine per il 7 dicembre 2015. Il nuovo logo venne presentato il 25 aprile 2016: disegnato da Asao Tokolo, ha la forma di un anello di colore indaco con un motivo a scacchiera. Sia il motivo che l'indaco, colore tradizionale giapponese, simboleggiano la raffinata eleganza e la sofisticatezza incarnate dal Giappone. Includendo diverse forme di rettangoli, il design del logo simboleggia diversi Paesi, culture e modi di pensare, rappresentando l'idea di "unione nella diversità".

#### Mascotte
La mascotte dei Giochi della XXXII Olimpiade era Miraitowa (ミライトワ?), un personaggio dal colore indaco che riprendeva il tema del logo dei Giochi. Il nome Miraitowa è composto dalle parole giapponesi mirai (未来?), che significa futuro, e towa (永久?), che significa eternità, in riferimento al proverbio giapponese "imparare dal passato per sviluppare nuove idee".

#### Medaglie
Nel febbraio 2017 il Comitato Organizzatore ha dato avvio a una campagna di riciclaggio, in collaborazione con il Japan Environmental Sanitation Center (HESC) e l'operatore telefonico NTT docomo, invitando a donare apparecchi elettronici usati da cui ricavare i metalli per le medaglie. A partire dal successivo aprile sono stati installati cestini di raccolta in diversi luoghi pubblici e nei negozi di NTT docomo, con l'obiettivo di raccogliere circa 8 tonnellate di metalli da usare per le medaglie olimpiche e paralimpiche. Il 22 dicembre 2017 il Comitato Organizzatore ha dato avvio a una competizione per la selezione del design delle medaglie.
Circa un anno più tardi, nel maggio 2018 il Comitato Organizzatore ha annunciato che circa metà dei 2 700 kg di bronzo necessario erano stati ottenuti, mentre la raccolta dell'argento era notevolmente indietro; l'argento infatti, oltre ad essere necessario per le medaglie del secondo posto, secondo le regole del CIO deve fungere anche da base per le medaglie d'oro. La raccolta del bronzo è stata completata nel novembre 2018, mentre quella del resto dei metalli entro fine marzo 2019.
Il 24 luglio 2019 l'aspetto delle medaglie è stato ufficialmente presentato al pubblico. Le medaglie sono state disegnate da Junichi Kawanishi e hanno un diametro di 85 mm. Come da regole del CIO, il dritto rappresenta la dea Nike di fronte allo stadio Panathinaiko, sovrastata dalla scritta "Games of the XXXII Olympiad Tokyo 2020". Sul rovescio sono invece raffigurati il logo ufficiale della manifestazione e i cinque cerchi olimpici. Alcuni dei cerchi sono scuri per ricordare come alla luce si mescola l'oscurità perché il successo non può essere raggiunto se non a prezzo di grandi sacrifici, qualcosa che Kawanishi ha percepito con forza nel momento in cui Yuzuru Hanyu è stato capace di superare un grave infortunio per vincere per la seconda volta di fila l'oro olimpico.
A causa dei protocolli di sicurezza dovuti alla pandemia di COVID-19, a differenza delle precedenti edizioni, le medaglie non sono state messe direttamente al collo degli atleti da dignitari ma sono state presentate agli atleti su un vassoio ed è stato chiesto loro di indossarle da soli.

## I Giochi

### Paesi partecipanti

Numero di atleti partecipanti per nazione.

Furono 204 i comitati olimpici nazionali che parteciparono ai Giochi della XXXII Olimpiade, ai quali si aggiunsero la squadra degli Atleti Olimpici Rifugiati (EOR) e gli atleti russi partecipanti sotto la sigla ROC, per un totale di 206 squadre e 11 483 atleti.
Il 9 dicembre 2019 l'Agenzia mondiale antidoping (WADA) annunciò l'estromissione della Russia da tutte le competizioni internazionali per i successivi quattro anni, come conseguenza del suo programma di doping di stato. Il 17 dicembre 2020 il Tribunale Arbitrale dello Sport (CAS) decise di ridurre la sanzione a due anni e che, invece di un divieto assoluto, agli atleti russi sarebbe stato consentito partecipare alle competizioni internazionali, ma senza l'utilizzo di nome, bandiera o inno russi. Il 19 febbraio 2021 venne annunciato che gli atleti russi avrebbero partecipato ai giochi sotto la bandiera del Comitato Olimpico Russo e la sigla ROC.
Il 6 aprile 2021 il governo della Corea del Nord dichiarò che non avrebbe preso parte a quest'edizione dei Giochi olimpici a causa di preoccupazioni relative a possibili contagi da COVID-19. Questa decisione portò successivamente il CIO a vietare la partecipazione della Corea del Nord ai successivi XXIV Giochi olimpici invernali del 2022. Il 21 luglio 2021 la Guinea annunciò che non avrebbe inviato una delegazione ai giochi, salvo poi annullare la decisione il giorno successivo.
Di seguito sono riportate le nazioni e le squadre che parteciparono, con indicato tra parentesi il numero di atleti:
- Afghanistan (5)
- Albania (9)
- Algeria (44)
- Andorra (2)
- Angola (20)
- Antigua e Barbuda (6)
- Arabia Saudita (29)
- Argentina (189)
- Armenia (17)
- Aruba (3)
- Australia (478)
- Austria (60)
- Azerbaigian (44)
- Atleti Olimpici Rifugiati (29)
- Bahamas (16)
- Bahrein (32)
- Bangladesh (6)
- Barbados (8)
- Belgio (121)
- Belize (3)
- Benin (7)
- Bermuda (2)
- Bhutan (4)
- Bielorussia (101)
- Birmania (3)
- Bosnia ed Erzegovina (7)
- Bolivia (5)
- Botswana (13)
- Brasile (301)
- Bulgaria (42)
- Burundi (6)
- Brunei (2)
- Burkina Faso (7)
- Canada (381)
- Cambogia (3)
- Camerun (12)
- Capo Verde (6)
- Ciad (3)
- Cile (58)
- Cina (406)
- Cipro (15)
- Comore (3)
- Colombia (70)
- Corea del Sud (237)
- Costa d'Avorio (28)
- Costa Rica (14)
- Croazia (59)
- Cuba (70)
- Danimarca (107)
- Dominica (2)
- Ecuador (48)
- Egitto (133)
- El Salvador (5)
- Emirati Arabi Uniti (5)
- Eritrea (13)
- Estonia (33)
- eSwatini (4)
- Etiopia (38)
- Figi (30)
- Filippine (19)
- Finlandia (45)
- Francia (398)
- Gabon (5)
- Gambia (4)
- Georgia (35)
- Germania (425)
- Ghana (14)
- Giamaica (50)
- Giappone (556)
- Gibuti (4)
- Giordania (14)
- Gran Bretagna (376)
- Grecia (83)
- Grenada (6)
- Guam (5)
- Guatemala (24)
- Guinea (5)
- Guinea-Bissau (4)
- Guinea Equatoriale (3)
- Guyana (7)
- Haiti (6)
- Honduras (22)
- Hong Kong (46)
- India (126)
- Indonesia (28)
- Iran (66)
- Iraq (4)
- Irlanda (116)
- Islanda (4)
- Isole Cayman (5)
- Isole Cook (6)
- Isole Marshall (2)
- Isole Salomone (3)
- Isole Vergini Americane (4)
- Isole Vergini Britanniche (3)
- Israele (90)
- Italia (384)
- Kazakistan (93)
- Kenya (85)
- Kiribati (3)
- Kirghizistan (16)
- Kosovo (11)
- Kuwait (11)
- Laos (4)
- Lesotho (2)
- Lettonia (33)
- Libano (6)
- Liberia (3)
- Libia (4)
- Liechtenstein (5)
- Lituania (42)
- Lussemburgo (12)
- Macedonia del Nord (8)
- Madagascar (6)
- Malaysia (30)
- Malawi (5)
- Maldive (4)
- Mali (4)
- Malta (6)
- Marocco (50)
- Mauritania (2)
- Mauritius (8)
- Messico (162)
- Micronesia (3)
- Monaco (6)
- Moldavia (20)
- Montenegro (34)
- Mongolia (43)
- Mozambico (10)
- Namibia (11)
- Nauru (2)
- Nepal (5)
- Nicaragua (8)
- Niger (7)
- Nigeria (60)
- Norvegia (75)
- Nuova Zelanda (211)
- Oman (5)
- Paesi Bassi (278)
- Pakistan (10)
- Palestina (5)
- Palau (3)
- Panama (10)
- Papua Nuova Guinea (8)
- Paraguay (8)
- Perù (35)
- Polonia (210)
- Portogallo (92)
- Porto Rico (37)
- Qatar (16)
- RD del Congo (7)
- Rep. Ceca (115)
- Rep. Centrafricana (2)
- Rep. Dominicana (62)
- Rep. del Congo (3)
- ROC (335)
- Romania (101)
- Ruanda (6)
- Saint Kitts e Nevis (2)
- Saint Vincent e Grenadine (3)
- Samoa (8)
- Samoa Americane (6)
- San Marino (5)
- Saint Lucia (5)
- São Tomé e Príncipe (3)
- Senegal (9)
- Serbia (86)
- Seychelles (5)
- Sierra Leone (4)
- Singapore (23)
- Siria (6)
- Slovacchia (41)
- Slovenia (53)
- Somalia (2)
- Spagna (321)
- Sri Lanka (9)
- Stati Uniti (613)
- Sudafrica (177)
- Sudan (5)
- Sudan del Sud (2)
- Suriname (3)
- Svezia (134)
- Svizzera (107)
- Tagikistan (11)
- Taipei cinese (68)
- Tanzania (3)
- Thailandia (42)
- Timor Est (3)
- Togo (4)
- Tonga (6)
- Trinidad e Tobago (22)
- Tunisia (62)
- Turchia (108)
- Turkmenistan (9)
- Tuvalu (2)
- Ucraina (155)
- Uganda (25)
- Ungheria (166)
- Uruguay (11)
- Uzbekistan (65)
- Vanuatu (3)
- Venezuela (44)
- Vietnam (18)
- Yemen (5)
- Zambia (26)
- Zimbabwe (5)

### Discipline
I Giochi della XXXII Olimpiade hanno previsto 33 sport per un totale di 50 discipline divise in 339 eventi.
| Sport                           | Disciplina                      | Maschile | Femminile | Misti | Totali |
| ------------------------------- | ------------------------------- | -------- | --------- | ----- | ------ |
| Arrampicata sportiva (dettagli) | Arrampicata sportiva (dettagli) | 1        | 1         |       | 2      |
| Atletica leggera                | Atletica leggera                | 24       | 23        | 1     | 48     |
| Badminton                       | Badminton                       | 2        | 2         | 1     | 5      |
| Baseball/Softball (dettagli)    | Baseball/Softball (dettagli)    | 1        | 1         |       | 2      |
| Calcio                          | Calcio                          | 1        | 1         |       | 2      |
| Canoa/kayak                     | Velocità                        | 6        | 6         |       | 12     |
| Canoa/kayak                     | Slalom                          | 2        | 2         |       | 4      |
| Canoa/kayak                     | Totale                          | 8        | 8         |       | 16     |
| Canottaggio                     | Canottaggio                     | 7        | 7         |       | 14     |
| Ciclismo                        | BMX gara                        | 1        | 1         |       | 2      |
| Ciclismo                        | BMX stile libero                | 1        | 1         |       | 2      |
| Ciclismo                        | Ciclismo su pista               | 6        | 6         |       | 12     |
| Ciclismo                        | Ciclismo su strada              | 2        | 2         |       | 4      |
| Ciclismo                        | Mountain biking                 | 1        | 1         |       | 2      |
| Ciclismo                        | Totale                          | 11       | 11        |       | 22     |
| Equitazione                     | Concorso completo               |          |           | 2     | 2      |
| Equitazione                     | Dressage                        |          |           | 2     | 2      |
| Equitazione                     | Salto ostacoli                  |          |           | 2     | 2      |
| Equitazione                     | Totale                          |          |           | 6     | 6      |
| Ginnastica                      | Ginnastica artistica            | 8        | 6         |       | 14     |
| Ginnastica                      | Ginnastica ritmica              |          | 2         |       | 2      |
| Ginnastica                      | Trampolino elastico             | 1        | 1         |       | 2      |
| Ginnastica                      | Totale                          | 9        | 9         |       | 18     |
| Golf                            | Golf                            | 1        | 1         |       | 2      |
| Hockey su prato                 | Hockey su prato                 | 1        | 1         |       | 2      |
| Judo (dettagli)                 | Judo (dettagli)                 | 7        | 7         | 1     | 15     |
| Karate (dettagli)               | Kata                            | 1        | 1         |       | 2      |
| Karate (dettagli)               | Kumite                          | 3        | 3         |       | 6      |
| Karate (dettagli)               | Totale                          | 4        | 4         |       | 8      |
| Lotta (dettagli)                | Lotta libera                    | 6        | 6         |       | 12     |
| Lotta (dettagli)                | Lotta greco-romana              | 6        |           |       | 6      |
| Lotta (dettagli)                | Totale                          | 12       | 6         |       | 18     |
| Pallacanestro (dettagli)        | Pallacanestro                   | 1        | 1         |       | 2      |
| Pallacanestro (dettagli)        | Pallacanestro 3x3               | 1        | 1         |       | 2      |
| Pallacanestro (dettagli)        | Totale                          | 2        | 2         |       | 4      |
| Pallamano                       | Pallamano                       | 1        | 1         |       | 2      |
| Pallavolo                       | Beach volley (dettagli)         | 1        | 1         |       | 2      |
| Pallavolo                       | Pallavolo (dettagli)            | 1        | 1         |       | 2      |
| Pallavolo                       | Totale                          | 2        | 2         |       | 4      |
| Pentathlon moderno              | Pentathlon moderno              | 1        | 1         |       | 2      |
| Pugilato                        | Pugilato                        | 8        | 5         |       | 13     |
| Rugby a 7 (dettagli)            | Rugby a 7 (dettagli)            | 1        | 1         |       | 2      |
| Scherma                         | Scherma                         | 6        | 6         |       | 12     |
| Skateboard (dettagli)           | Skateboard (dettagli)           | 2        | 2         |       | 4      |
| Sollevamento pesi               | Sollevamento pesi               | 7        | 7         |       | 14     |
| Sport acquatici                 | Nuoto (dettagli)                | 17       | 17        | 1     | 35     |
| Sport acquatici                 | Nuoto di fondo (dettagli)       | 1        | 1         |       | 2      |
| Sport acquatici                 | Nuoto artistico (dettagli)      |          | 2         |       | 2      |
| Sport acquatici                 | Pallanuoto (dettagli)           | 1        | 1         |       | 2      |
| Sport acquatici                 | Tuffi (dettagli)                | 4        | 4         |       | 8      |
| Sport acquatici                 | Totale                          | 23       | 25        | 1     | 49     |
| Surf (dettagli)                 | Surf (dettagli)                 | 1        | 1         |       | 2      |
| Taekwondo                       | Taekwondo                       | 4        | 4         |       | 8      |
| Tennis                          | Tennis                          | 2        | 2         | 1     | 5      |
| Tennistavolo                    | Tennistavolo                    | 2        | 2         | 1     | 5      |
| Tiro                            | Tiro                            | 6        | 6         | 3     | 15     |
| Tiro con l'arco                 | Tiro con l'arco                 | 2        | 2         | 1     | 5      |
| Triathlon                       | Triathlon                       | 1        | 1         | 1     | 3      |
| Vela                            | Vela                            | 5        | 4         | 1     | 10     |
| Totale (33 sport)               | (50 discipline)                 | 165      | 156       | 18    | 339    |

#### Nuovi sport
In seguito ai Giochi del 2012, il CIO valutò i 26 sport di Londra, affermando di aggiungere ai 25 sport 'principali' anche golf e rugby a 7 ai Giochi del 2020. Di questi ventisei, uno venne eliminato dal programma del 2016 e ciò lasciò un posto libero nel programma del 2020 che il CIO avrebbe riempito con uno scelto da una breve lista di sette sport non rappresentati più lo sport rimosso dopo l'Olimpiade del 2012.
Il 12 febbraio 2013, il CIO votò per rimuovere la lotta olimpica dal programma olimpico, una decisione a sorpresa che rimuoveva uno degli sport olimpici più vecchi dai Giochi del 2020. La presenza della lotta olimpica, che prevedeva lo stile libero e quello greco-romano, risaliva alla prima edizione moderna di Atene 1896, oltre ad essere parte dei Giochi olimpici antichi. La decisione di rimuovere la lotta olimpica si scontrò con l'opposizione di diversi paesi e i loro comitati olimpici nazionali.
Il 29 maggio 2013, vennero annunciati tre sport "finalisti": squash, baseball/softball e lotta olimpica. Gli altri cinque sport, ossia karate sportivo, sport con roller, arrampicata sportiva, wakeboard e wushu, per il momento furono esclusi. L'8 settembre 2013, alla 125ª sessione del CIO, venne deciso che la lotta olimpica sarebbe stata presente nei programmi olimpici del 2020 e del 2024. La lotta ricevette 49 voti, mentre baseball/softball ne ricevettero 24 e lo squash 22.
Secondo le nuove politiche del CIO i Giochi si modificano basandosi sugli "eventi" e non sugli "sport" in sé e secondo cui il paese ospitante può inoltre proporre di aggiungere degli sport in programma. Questa regola permette ad ogni paese ospitante di aggiungere al programma olimpico eventuali sport popolari in quel paese e non già presenti, in modo da accrescere l'interesse locale. Come risultato di questo cambiamento il 22 giugno 2015 venne rivelata una nuova breve lista di otto sport: baseball/softball, bowling, karate sportivo, sport sui roller, arrampicata sportiva, squash, surf e wushu. Il 28 settembre 2015 gli organizzatori proposero al CIO cinque di questi sport, ossia baseball/softball (riunitisi in una sola federazione internazionale proprio allo scopo di entrare come unico sport olimpico con più eventi), karate sportivo, arrampicata sportiva, surf e skateboard, che è uno degli sport sui roller. I cinque sport proposti furono approvati il 3 agosto 2016 dal CIO durante la 129ª sessione di Rio de Janeiro, in Brasile, includendoli nel programma sportivo del 2020, portando il numero totale degli sport nei Giochi del 2020 a 33.

### Calendario degli eventi
Un primo calendario delle competizioni venne rilasciato dal Consiglio esecutivo del CIO il 18 luglio 2018, non includendo però il calendario del nuoto, del nuoto sincronizzato e dei tuffi: le gare erano previste dal 22 luglio al 9 agosto 2020 e la cerimonia di apertura dei Giochi programmata per il 24 luglio 2020. Il 24 marzo 2020, a causa della pandemia di COVID-19, il CIO decise di rinviare i Giochi della XXXII Olimpiade di un anno. Il 30 marzo 2020 il CIO comunicò che i Giochi della XXXII Olimpiade si sarebbero tenuti dal 23 luglio all'8 agosto 2021, tenendo lo stesso calendario per le varie competizioni, sfalsato di un solo giorno.
| ● | Cerimonia d'apertura |  | Competizioni |  | Finali | G | Galà della ginnastica | ● | Cerimonia di chiusura |

| Luglio/Agosto         | Luglio/Agosto         | Mer | Gio | Ven | Sab | Dom | Lun | Mar | Mer | Gio | Ven | Sab | Dom | Lun | Mar | Mer | Gio | Ven | Sab | Dom | Totale |
| Luglio/Agosto         | Luglio/Agosto         | 21  | 22  | 23  | 24  | 25  | 26  | 27  | 28  | 29  | 30  | 31  | 1   | 2   | 3   | 4   | 5   | 6   | 7   | 8   | Totale |
| --------------------- | --------------------- | --- | --- | --- | --- | --- | --- | --- | --- | --- | --- | --- | --- | --- | --- | --- | --- | --- | --- | --- | ------ |
| Cerimonia d'apertura  | Cerimonia d'apertura  |     |     | ●   |     |     |     |     |     |     |     |     |     |     |     |     |     |     |     |     |        |
| Arrampicata sportiva  | Arrampicata sportiva  |     |     |     |     |     |     |     |     |     |     |     |     |     |     |     | 1   | 1   |     |     | 2      |
| Atletica leggera      | Atletica leggera      |     |     |     |     |     |     |     |     |     | 1   | 3   | 4   | 5   | 6   | 5   | 8   | 8   | 7   | 1   | 48     |
| Badminton             | Badminton             |     |     |     |     |     |     |     |     |     | 1   | 1   | 1   | 2   |     |     |     |     |     |     | 5      |
| Baseball Softball     | Baseball              |     |     |     |     |     |     |     |     |     |     |     |     |     |     |     |     |     | 1   |     | 2      |
| Baseball Softball     | Softball              |     |     |     |     |     |     | 1   |     |     |     |     |     |     |     |     |     |     |     |     | 2      |
| Calcio                | Calcio                |     |     |     |     |     |     |     |     |     |     |     |     |     |     |     |     | 1   | 1   |     | 2      |
| Canoa Kayak           | Slalom                |     |     |     |     |     | 1   | 1   |     | 1   | 1   |     |     |     |     |     |     |     |     |     | 16     |
| Canoa Kayak           | Velocità              |     |     |     |     |     |     |     |     |     |     |     |     |     | 4   |     | 4   |     | 4   |     | 16     |
| Canottaggio           | Canottaggio           |     |     |     |     |     |     | 2   | 4   | 4   | 4   |     |     |     |     |     |     |     |     |     | 14     |
| Ciclismo              | BMX gara              |     |     |     |     |     |     |     |     |     | 2   |     |     |     |     |     |     |     |     |     | 22     |
| Ciclismo              | BMX stile libero      |     |     |     |     |     |     |     |     |     |     |     | 2   |     |     |     |     |     |     |     | 22     |
| Ciclismo              | Ciclismo su pista     |     |     |     |     |     |     |     |     |     |     |     |     | 1   | 2   | 1   | 2   | 2   | 1   | 3   | 22     |
| Ciclismo              | Ciclismo su strada    |     |     |     | 1   | 1   |     |     | 2   |     |     |     |     |     |     |     |     |     |     |     | 22     |
| Ciclismo              | Mountain bike         |     |     |     |     |     | 1   | 1   |     |     |     |     |     |     |     |     |     |     |     |     | 22     |
| Equitazione           | Equitazione           |     |     |     |     |     |     | 1   | 1   |     |     |     |     | 2   |     | 1   |     |     | 1   |     | 6      |
| Ginnastica            | Ginnastica artistica  |     |     |     |     |     | 1   | 1   | 1   | 1   |     |     | 4   | 3   | 3   | G   |     |     |     |     | 18     |
| Ginnastica            | Ginnastica ritmica    |     |     |     |     |     |     |     |     |     |     |     |     |     |     |     |     |     | 1   | 1   | 18     |
| Ginnastica            | Trampolino elastico   |     |     |     |     |     |     |     |     |     | 1   | 1   |     |     |     |     |     |     |     |     | 18     |
| Golf                  | Golf                  |     |     |     |     |     |     |     |     |     |     |     | 1   |     |     |     |     |     | 1   |     | 2      |
| Hockey su prato       | Hockey su prato       |     |     |     |     |     |     |     |     |     |     |     |     |     |     |     | 1   | 1   |     |     | 2      |
| Judo                  | Judo                  |     |     |     | 2   | 2   | 2   | 2   | 2   | 2   | 2   | 1   |     |     |     |     |     |     |     |     | 15     |
| Karate                | Karate                |     |     |     |     |     |     |     |     |     |     |     |     |     |     |     | 3   | 3   | 2   |     | 8      |
| Lotta                 | Lotta                 |     |     |     |     |     |     |     |     |     |     |     |     | 3   | 3   | 3   | 3   | 3   | 3   |     | 18     |
| Nuoto                 | Nuoto                 |     |     |     |     | 4   | 4   | 4   | 5   | 5   | 4   | 4   | 5   |     |     |     |     |     |     |     | 39     |
| Nuoto                 | Nuoto di fondo        |     |     |     |     |     |     |     |     |     |     |     |     |     |     | 1   | 1   |     |     |     | 39     |
| Nuoto                 | Nuoto artistico       |     |     |     |     |     |     |     |     |     |     |     |     |     |     | 1   |     |     | 1   |     | 39     |
| Nuoto                 | Pallanuoto            |     |     |     |     |     |     |     |     |     |     |     |     |     |     |     |     |     | 1   | 1   | 2      |
| Nuoto                 | Tuffi                 |     |     |     |     | 1   | 1   | 1   | 1   |     |     |     | 1   |     | 1   |     | 1   |     | 1   |     | 8      |
| Pallacanestro         | Pallacanestro         |     |     |     |     |     |     |     |     |     |     |     |     |     |     |     |     |     | 1   | 1   | 4      |
| Pallacanestro         | Pallacanestro 3x3     |     |     |     |     |     |     |     | 2   |     |     |     |     |     |     |     |     |     |     |     | 4      |
| Pallamano             | Pallamano             |     |     |     |     |     |     |     |     |     |     |     |     |     |     |     |     |     | 1   | 1   | 2      |
| Pallavolo             | Pallavolo             |     |     |     |     |     |     |     |     |     |     |     |     |     |     |     |     |     | 1   | 1   | 2      |
| Pallavolo             | Beach volley          |     |     |     |     |     |     |     |     |     |     |     |     |     |     |     |     | 1   | 1   |     | 2      |
| Pentathlon moderno    | Pentathlon moderno    |     |     |     |     |     |     |     |     |     |     |     |     |     |     |     |     | 1   | 1   |     | 2      |
| Pugilato              | Pugilato              |     |     |     |     |     |     |     |     |     |     |     |     |     | 2   | 1   | 1   | 1   | 4   | 4   | 13     |
| Rugby a 7             | Rugby a 7             |     |     |     |     |     |     |     | 1   |     |     | 1   |     |     |     |     |     |     |     |     | 2      |
| Scherma               | Scherma               |     |     |     | 2   | 2   | 2   | 1   | 1   | 1   | 1   | 1   | 1   |     |     |     |     |     |     |     | 12     |
| Skateboard            | Skateboard            |     |     |     |     | 1   | 1   |     |     |     |     |     |     |     |     | 1   | 1   |     |     |     | 4      |
| Sollevamento pesi     | Sollevamento pesi     |     |     |     | 1   | 2   | 1   | 2   | 1   |     |     | 2   | 1   | 2   | 1   | 1   |     |     |     |     | 14     |
| Surf                  | Surf                  |     |     |     |     |     |     |     | 2   |     |     |     |     |     |     |     |     |     |     |     | 2      |
| Taekwondo             | Taekwondo             |     |     |     | 2   | 2   | 2   | 2   |     |     |     |     |     |     |     |     |     |     |     |     | 8      |
| Tennis                | Tennis                |     |     |     |     |     |     |     |     |     | 1   | 1   | 3   |     |     |     |     |     |     |     | 5      |
| Tennistavolo          | Tennistavolo          |     |     |     |     |     | 1   |     |     | 1   | 1   |     |     |     |     |     | 1   | 1   |     |     | 5      |
| Tiro                  | Tiro                  |     |     |     | 2   | 2   | 2   | 2   |     | 2   | 1   | 2   |     | 2   |     |     |     |     |     |     | 15     |
| Tiro con l'arco       | Tiro con l'arco       |     |     |     | 1   | 1   | 1   |     |     |     | 1   | 1   |     |     |     |     |     |     |     |     | 5      |
| Triathlon             | Triathlon             |     |     |     |     |     | 1   | 1   |     |     |     | 1   |     |     |     |     |     |     |     |     | 3      |
| Vela                  | Vela                  |     |     |     |     |     |     |     |     |     |     | 2   | 2   | 2   | 2   | 2   |     |     |     |     | 10     |
| Cerimonia di chiusura | Cerimonia di chiusura |     |     |     |     |     |     |     |     |     |     |     |     |     |     |     |     |     |     | ●   |        |
| Medaglie              | Medaglie              |     |     |     | 11  | 18  | 21  | 22  | 23  | 17  | 21  | 21  | 25  | 22  | 24  | 17  | 27  | 23  | 34  | 13  | 339    |
| Luglio/Agosto         | Luglio/Agosto         | Mer | Gio | Ven | Sab | Dom | Lun | Mar | Mer | Gio | Ven | Sab | Dom | Lun | Mar | Mer | Gio | Ven | Sab | Dom | Totale |
| Luglio/Agosto         | Luglio/Agosto         | 21  | 22  | 23  | 24  | 25  | 26  | 27  | 28  | 29  | 30  | 31  | 1   | 2   | 3   | 4   | 5   | 6   | 7   | 8   | Totale |

### Cerimonia di apertura
La cerimonia di apertura dei Giochi olimpici di Tokyo 2020 si è svolta il 23 luglio 2021 presso lo Stadio nazionale del Giappone.

## Medagliere
Di seguito le prime 10 posizioni del medagliere:
  Paese ospitante
| Pos. | Paese         | Oro | Argento | Bronzo | Totale |
| ---- | ------------- | --- | ------- | ------ | ------ |
| 1    | Stati Uniti   | 39  | 41      | 33     | 113    |
| 2    | Cina          | 38  | 32      | 19     | 89     |
| 3    | Giappone      | 27  | 14      | 17     | 58     |
| 4    | Gran Bretagna | 22  | 20      | 22     | 64     |
| 5    | ROC           | 20  | 28      | 23     | 71     |
| 6    | Australia     | 17  | 7       | 22     | 46     |
| 7    | Paesi Bassi   | 10  | 12      | 14     | 36     |
| 8    | Francia       | 10  | 12      | 11     | 33     |
| 9    | Germania      | 10  | 11      | 16     | 37     |
| 10   | Italia        | 10  | 10      | 20     | 40     |